# Kopalnia Węgla Kamiennego Piast
Das Steinkohlenbergwerk Piast (poln. Kopalnia Węgla Kamiennego Piast) ist ein aktives Steinkohlenbergwerk in Bieruń, Polen. Es gehört heute zur Gruppe Polska Grupa Górnicza (PGG).

## Geschichte

### Piast
Das Bergwerk in der Stadt Bieruń (Lage) wurde in den Jahren zwischen 1972 und 75 gebaut, gehörte zunächst zur Vereinigung der Kohlenindustrie von Jaworzno-Nikolai (Jaworsznicko-Mikołowsie ZPW) und verfügte über eine Berechtsame von 30,56 km². 1975 wurde die erste Sohle aufgefahren und 1979 erreichte die Jahresproduktion bereits 3,22 Mio. Tonnen.
Bei dem Konflikt mit der Regierung 1981 kam es auf Piast zu dem längsten Bergarbeiterstreik nach Kriegsende und wurde von über 1.000 Bergleuten unter Tage angeführt.

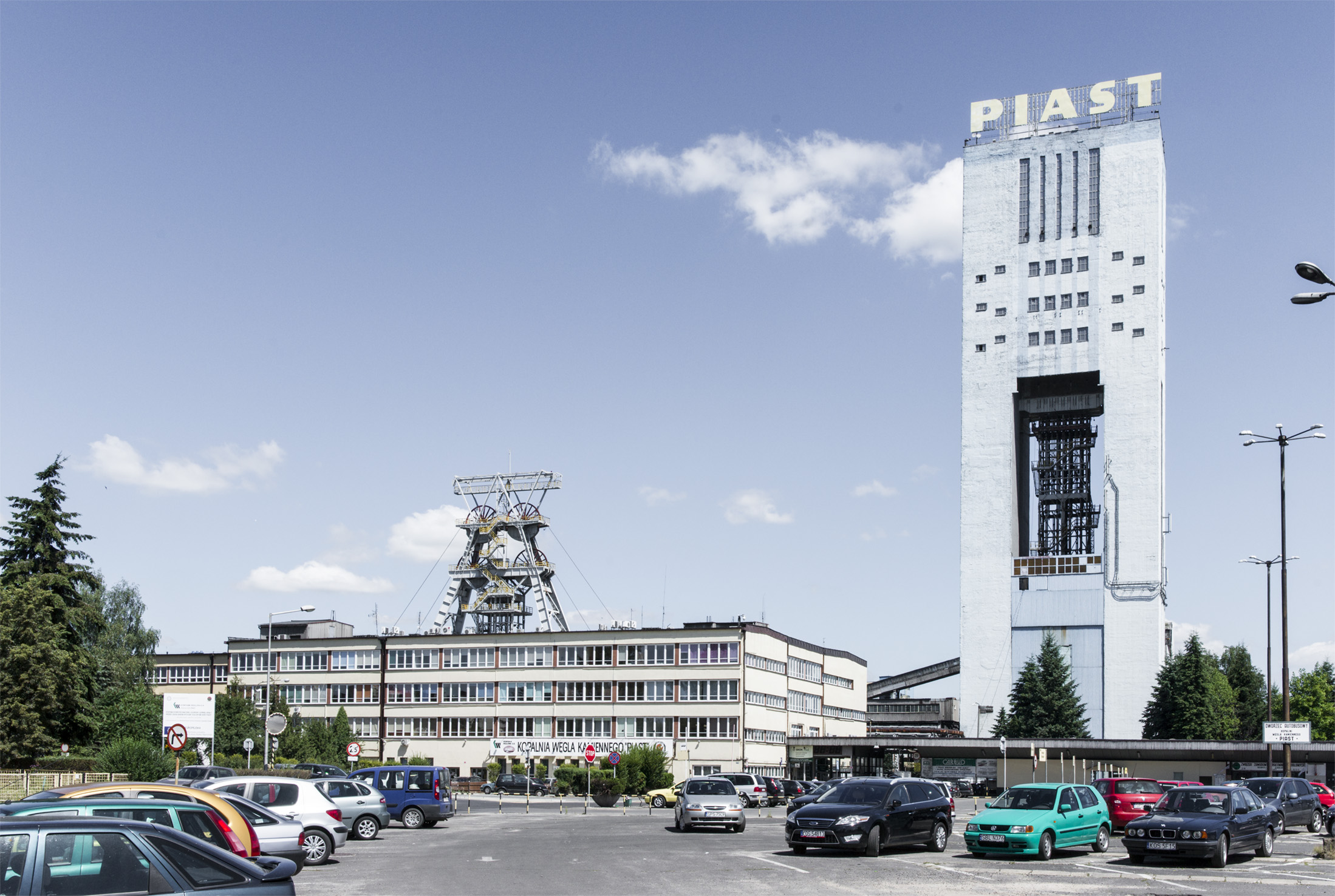
Gesamtanlage von Piast

Ab 1993 war das Bergwerk Teil der Weichsel-Kohlenindustrie, die am 1. Juli 2000 das 1978 errichtete Bergwerk Czeczott als zweite Abteilung von Piast in diesen Betrieb integrierte.

### Czeczott/Piast II
Der Bau einer Schachtanlage in der Gemeinde Wola 7,5 km westlich von Oświęcim (Lage) begann 1978, die erste Kohle wurde 1985 zu Tage gefördert. Ursprünglich gehörte das Bergwerk wie auch Piast zur Jaworzno-Nikolai-Industrie, ab 1982 zur Vereinigung der Kohlebergwerke in Mysłowice.

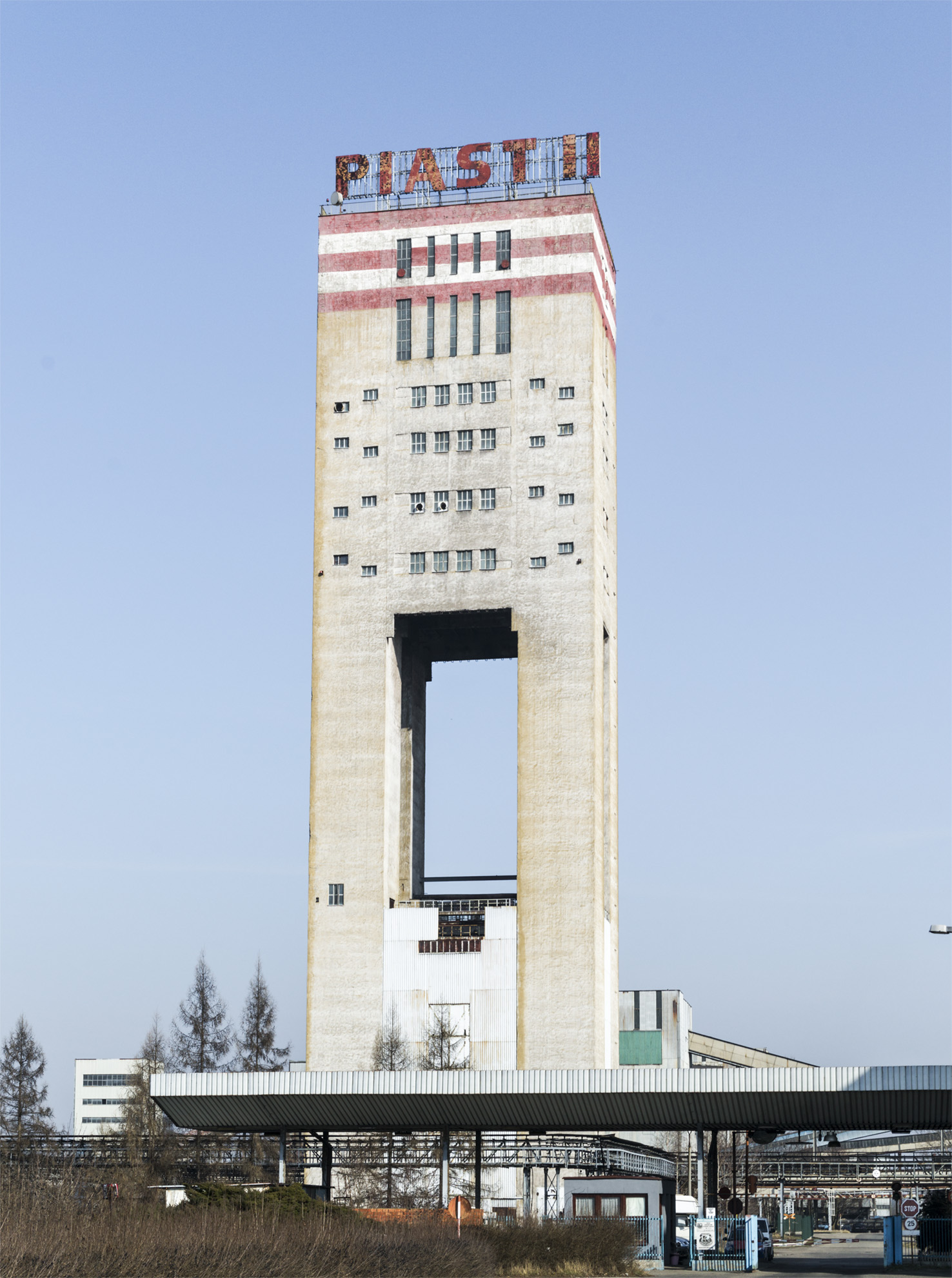
Reste von Piast II (Stand 2014)

Am 1. Juli 2000 bildete sie mit Piast ein Verbundbergwerk und trug seitdem den Namen Piast II. Schon 20 Jahre nach Aufnahme der Förderung wurde das Bergwerk bereits am 29. Juli 2005 wieder stillgelegt.
Das Bergwerk baute die Flöze 207, 209/1 und 209/2 auf zwei Sohlen ab, der 500-m- und der 650-m-Sohle. Die gesamte Produktion wurde über „Schacht II“ zu Tage gehoben. Der Seilfahrt diente „Schacht I“, dem Materialtransport die „Schächte I, III und IV“. III und V waren Wetterschächte.
Nach der Fusion mit Piast erhielten die Schächte I, II, III und IV die Bezeichnungen „K-1“, „S-1“, „W-1“ und „W-2“. Bereits im Zusammenhang mit der Fusion wurde die Stilllegung des Bergwerks beschlossen, aber noch bis 2005 hinausgezögert.
Heute findet auf dem Gelände noch ein Teil der Kohleaufbereitung von Piast statt; auch Importkohle wird zur Nutzung in Kraftwerken, die Wirbelstromkessel nutzen, weiterverarbeitet. Seitdem wurden die Gerüste über den Schächten III und IV auf andere Bergwerke transloziert, Förderturm III auf die Zeche Bogdanka Stefanów, das Gerüst von Schacht IV zum KWK Rydułtowy. Die Zukunft des Turms über Schacht II ist ungewiss, der Doppelbock über Schacht I wurde abgerissen.

## Gegenwart
Von 2003 bis 2016 war das Kohlebergwerk Piast im Besitz der Kompalnia Węglowa SA und beschäftigt heute (2016) 4652 Mitarbeiter und kann ca. 5,5 Mio. Tonnen pro Jahr abbauen. Seine Berechtsame beträgt 48,31 km². Die Kohle wird auf den 500-m- und 650-m-Sohlen abgebaut, separate Wettersohlen gibt es nicht. Der Kohlenabbau ist vollständig mechanisiert; es kommen sowohl Scherer als auch Kratzförderer zum Einsatz.
Da das Bergwerk nicht nur thermische Kohle zur Elektrizitätserzeugung fördert, sondern auch Hausbrand als wichtige Absatzschiene hat, wurde im Jahr 2002 eine neue Abfüllanlage für 25-kg-Säcke in Betrieb genommen, die 360 Säcke pro Stunde befüllen konnte.

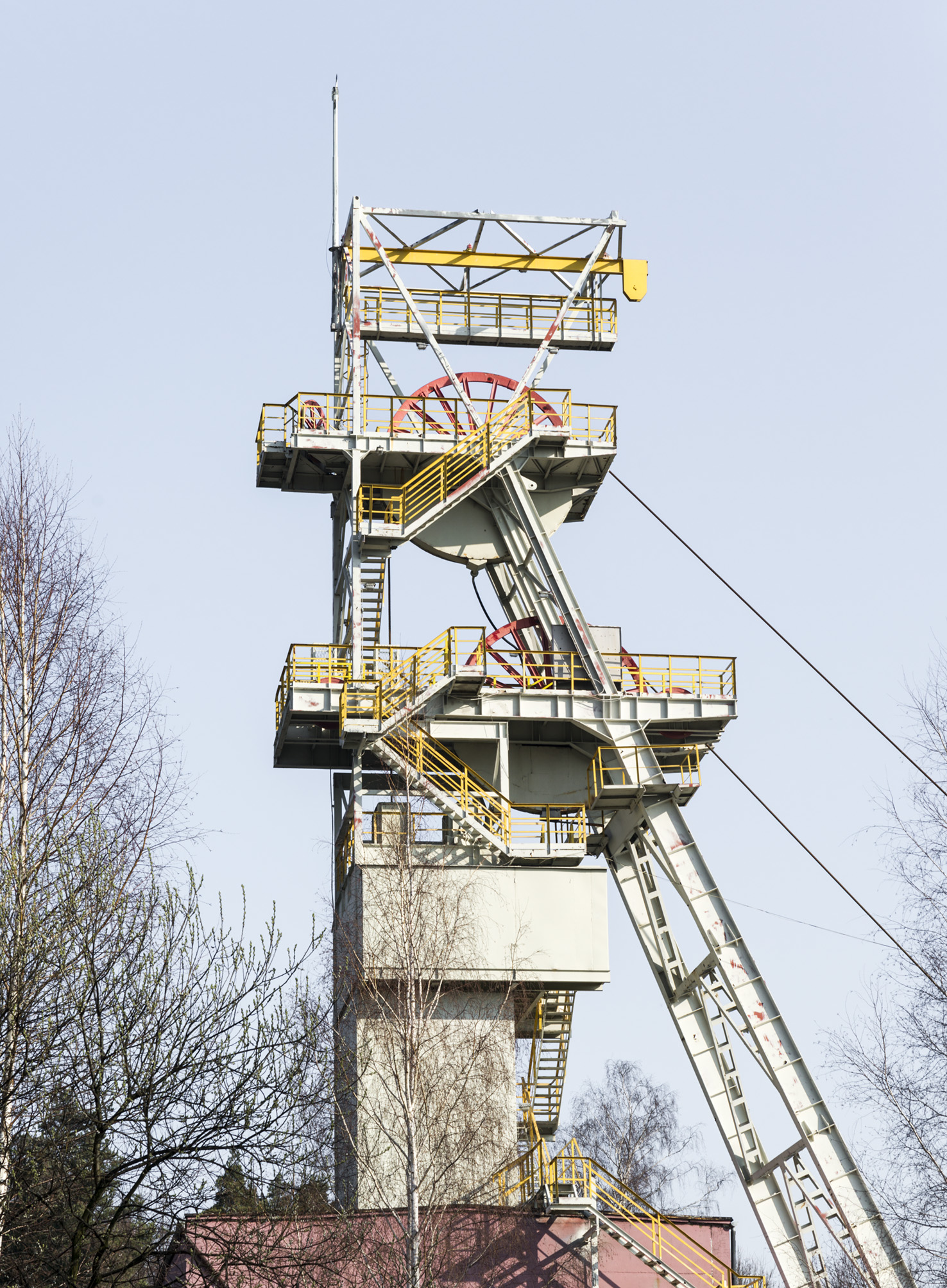
Piast Schacht IV

Die Kohle selbst hat einen Heizwert von 25.000 kJ/kg und verbrennt mit weniger als 1 % Schwefel sehr schadstoffarm.
Es verfügt über vier Schächte, Schacht II mit einem Betonförderturm zur Kohleförderung, Schacht I mit einem Doppelbock für die Seilfahrt, Schacht III für den Materialtransport und Schacht IV(Lage) als ausziehenden Wetterschacht.

### Fusion mit Ziemowit
Am 1. Juni 2016 erfolgte der Zusammenschluss des Bergwerks mit Ziemowit zum Verbundbergwerk Piast-Ziemowit und damit aller im Bereich der Weichsel liegenden Bergwerke.

## Förderzahlen
1979: 3,22 Mio. t.